# Solmuslompolo
Solmuslompolo är en sjö i Finland. Den ligger i kommunen Enare i landskapet Lappland, i den norra delen av landet, 1 100 km norr om huvudstaden Helsingfors. Arean är 15,5 hektar och strandlinjen är 3,37 kilometer lång. Sjön  ingår i Neidenälvens huvudavrinningsområde. 